# Comunidades Camphill
Em 2013, existiam cerca de 80 Comunidades Camphill em todo o mundo, nove delas nos Estados Unidos. A primeira dessas comunidades foi fundada em 1940, pelo médico austríaco Karl Konig, com base nos ensinamentos do filósofo Rudolf Steiner (antroposofia). Nessas comunidades, pessoas com dificuldades de aprendizagem, desenvolvem diversas atividades artesanais e agrícolas, desse modo, parte dos recursos para a manutenção dessas comunidades vêm da venda do que é produzido pelos residentes  .

## Ver Também
- Anandwan